# Paratheuma rangiroa
Espèce
Paratheuma rangiroa est une espèce d'araignées aranéomorphes de la famille des Argyronetidae.

## Distribution
Cette espèce est endémique des Tuamotu en Polynésie française,. Elle se rencontre sur Rangiroa et Manihi.

## Description
Les mâles mesurent de 2,7 à 2,8 mm et les femelles de 3,1 à 3,7 mm.

## Systématique et taxinomie
Cette espèce a été décrite par Beatty et Berry en 1989.

## Étymologie
Son nom d'espèce lui a été donné en référence au lieu de sa découverte, Rangiroa.

## Publication originale
- Beatty & Berry, 1989 : « Four new species of Paratheuma (Araneae, Desidae) from the Pacific. » The Journal of Arachnology, vol. 16, no 3, p. 339-347 (texte intégral).